# دز براون
دز براون (انگلیسی: Des Browne؛ زادهٔ ۲۲ مارس ۱۹۵۲) سیاست‌مدار اهل بریتانیا است.
وی از سال ۲۰۰۳ تا ۲۰۰۴ وزیر کار و بازنشستگی بریتانیا، از ۲۰۰۶ تا ۲۰۰۸ وزیر دفاع بریتانیا و از ۱۹۹۷ تا ۲۰۱۰ نماینده مجلس بریتانیا بوده است.